# Pečora (rijeka)
Pečora (rus. Печора) je velika rijeka u europskom dijelu Rusije. Protječe kroz Republiku Komi i Nenečki autonomni okrug. Duga je 1809 km.
Pečora izvire na Uralu, istočno od Ust-Iljiča, nedaleko od tromeđe Republike Komi, Hanti-Mansijskog autonomnog okruga i Sverdlovske oblasti, i teče sjeverno kroz, od većih gradova, Troicko-Pečorsk, Vuktil, Pečoru i u svojoj delti kroz Narjan-Mar (glavni grad Nenečkog autonomnog okruga), a ulijeva se u Karsko more (u Pečorsko more), koje je jugoistočni dio Barentsova mora, 10 km nizvodno od gradića Jušina.
Rijeka Pečora je plovna, ali je većim dijelom godine zaleđena. U porječju Pečore, između sjevernog Urala i Timanskog grebena nalazi se veliko ležište smeđeg ugljena, gdje ga se po procjeni vadi 350.000 tona. 